# Georg Forster
Johann Georg Adam Forster (1754 –1794) va ser un naturalista, etnòleg, escriptor, periodista i revolucionari. Sent molt jove, acompanyà el seu pare en diverses expedicions científiques inclouen el segon viatge de James Cook. Les seves relacions sobre aquest viatge, A Voyage Round the World, van contribuir al coneixement etnològic dels pobles de la Polinèsia. Forster va ser admès a la Royal Society als 22 anys i és considerat com un dels fundadors de la moderna literatura científica de viatges.
Després de tornar a l'Europa continental, Forster viatjà a París i va tenir un debat amb Benjamin Franklin el 1777. Va ensenyar història natural al Collegium Carolinum a Kassel (1778–1784), i més tars a l'Acadèmia de Vilnius (1784–1787). Va ser bibliotecari de la Universitat de Mainz. Gran part del seu treball d'aquest període va ser sobre botànica i etnologia.
Forster va ser un personatge central en la Il·lustració a Alemanya. Va tenir correspondència amb el seu amic íntim Georg Christoph Lichtenberg i molts d'altres. Les seves influïren en Alexander von Humboldt. Forster va ser un dels fundadors del club jacobí que va tenir un paper dirigent en la República de Mainz. Durant juliol de 1793 estava a París com a delegat de la República de Mainz, va ser declarat fora de la llei per un decret de l'Emperador alemany Francesc II i no va poder tornar a Alemanya.

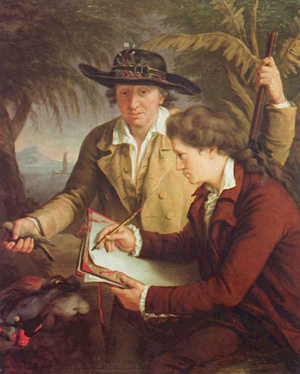
Johann Reinhold Forster i Georg Forster a Tahití, per John Francis Rigaud (1742–1810), 1780.

## Obres
- A Voyage round the World in His Britannic Majesty's Sloop Resolution, Commanded by Capt. James Cook, during the Years, 1772, 3, 4, and 5 (1777) (preview)
- Journal of travels in Poland (August–November, 1784), The Warsaw Voice, 1990 31 8–9
- De Plantis Esculentis Insularum Oceani Australis Commentatio Botanica (1786) available online at Project Gutenberg
- Florulae Insularum Australium Prodromus  (1786) available online at Project Gutenberg
- Essays on the moral and natural geography, natural history and philosophy (1789–1797)
- Views of the Lower Rhine, Brabant, Flanders (three volumes, 1791–1794)
- "Neuholland und die brittische Colonie in Botany-Bay", Allgemeines historisches Taschenbuch: oder Abriss der merkwürdigsten neuen Welt-Begebenheiten für 1787, enthaltend Zusätze zu der für das Jahr 1786 herausgegebenen Geschichte der wichtigsten Staats- und Handelsveränderungen von Ostindien, von M.C. Sprengel, Professor der Geschichte auf der Universität zu Halle, Berlin, bei Haude und Spener, Dezember 1786, Zusatz 7, S.xxxiii-liv; supplement to: Historisch-genealogischer Calender oder Jahrbuch der merkwürdigsten neuen Weltbegebenheiten für 1787. Re-published in Georg Forster’s Kleine Schriften: Ein Beytrag zur Völker- und Länderkunde, Naturgeschichte und Philosophie des Lebens, gesammlet von Georg Forster, Erster Theil, Leipzig, Kummer, 1789, S.233-74.(English translation at: web.mala.bc.ca/Black/AMRC/index.htm?home.htm&2)
- Letters (posthumous compilation of his correspondence, 1828)
- Werke in vier Bänden, Gerhard Steiner (editor). Leipzig 1971
- Ansichten vom Niederrhein, Gerhard Steiner (editor). Frankfurt am Main: Insel, 1989. ISBN 3-458-32836-X
- Reise um die Welt, Gerhard Steiner (editor). Frankfurt am Main: Insel, 1983. ISBN 3-458-32457-7
- Über die Beziehung der Staatskunst auf das Glück der Menschheit und andere Schriften, Wolfgang Rödel (editor). Frankfurt am Main: Insel, 1966. – A little collection of political essays, notes, and speeches of republican thinkers and writers.
- Georg Forsters Werke, Sämtliche Schriften, Tagebücher, Briefe, Deutschen Akademie der Wissenschaften zu Berlin, G. Steiner et al. Berlin: Akademie 1958
- Georg Forster, Revolutions-Briefe, Kurt Kersten, Athenaeum Verlag, 1981
- Georg Forster, Briefe an Ernst Friedrich Hector Falcke. Neu aufgefundene Forsteriana aus der Gold- und Rosenkreuzerzeit, Michael Ewert, Hermann Schüttler (editors). Georg-Forster-Studien Beiheft 4. Kassel: Kassel University Press 2009. ISBN 978-3-89958-485-1